# 存货控制
存货控制（英語：Inventory control、stock control）或称库存控制，是管理仓库、商店或其他存储位置内的库存的过程，包括与“检查商店库存”有关的审计行动。这些流程确保企业内部有适量的供应。然而，更有针对性的定义考虑到了更科学、更有条理的实践，不仅要验证企业的库存，还要在不影响客户满意度的情况下，以最少的库存投资实现利润最大化。库存控制的其他方面包括预测未来需求、供应链管理、生产控制、财务灵活性、采购数据、损失预防和周转以及客户满意度。
库存控制的延伸是库存控制系统。它可能以技术系统及其编程软件的形式出现，用于管理库存问题的各个方面，也可能指用于处理企业损失预防的一种方法（可能包括使用技术壁垒）。库存控制系统允许公司评估其资产、账户余额和财务报告的当前状况。

## 库存控制和库存管理区别
虽然这些术语有时可以互换使用，但库存管理和库存控制涉及库存的不同方面：
- 库存管理是一个更广泛的术语，涉及所有库存方面的监管，从仓库中现有的库存到库存如何到达以及产品的最终目的地。[2] 这种管理涉及跟踪整个供应链中的现场库存，从采购到订单履行。它涵盖了采购、储存以及商品或服务获利的整个过程。[2]
- 库存控制是指库存到达仓库、商店或其他存储地点后的管理过程。它主要关注现有库存的管理，包括销售和缺货规划、优化库存以实现效益最大化以及防止积压库存。[8]

## 商业模式
即时库存 (Just-in-time inventory，JIT)、供应商管理库存 (Vendor-managed inventory，VMI) 和客户管理库存 (customer managed inventory，CMI) 是一些企业为了更好地控制库存而采用的流行模式。
即时库存是一种在需要库存时尝试为企业补充库存的模式。该模式旨在避免库存过剩及其相关成本。因此，企业只有在需要更多库存时才会收到库存。
供应商管理库存和共同管理库存（co-managed inventory）是两种遵循即时库存原则的商业模式。供应商管理库存使供应商/客户关系中的供应商能够为其客户监控、计划和控制库存。客户放弃下单责任，以换取及时的库存补货，从而提高组织效率。
客户管理库存允许客户从其供应商/供货商处订购和控制库存。供应商管理库存和客户管理库存都使供应商和客户受益。 由于库存周转率的提高和客户成本的节省，供应商的销售额显著增加，而客户也获得了类似的收益。

## 延伸阅读
- Silver, Edward A., David F. Pyke, and Rein Peterson. Inventory Management and Production Planning and Scheduling, 3rd ed. Hoboken, NJ: Wiley, 1998. ISBN 0-471-11947-4
- Zipkin, Paul H. Foundations of Inventory Management. Boston: McGraw Hill, 2000. ISBN 0-256-11379-3
- Axsaeter, Sven. Inventory Control. Norwell, MA: Kluwer, 2000. ISBN 0-387-33250-2
- Porteus, Evan L., Foundations of Stochastic Inventory Theory. Stanford, CA: Stanford University Press, 2002. ISBN 0-8047-4399-1
- Snyder, Lawrence V., Fundamentals of Supply Chain Theory, 2nd ed. Hoboken, NJ: John Wiley & Sons, Inc, 2019. ISBN 978-1-119-02484-2
- Rossi, Roberto. Inventory Analytics. Cambridge, UK: Open Book Publishers, 2021. ISBN 978-1-800-64176-1